# زمان کویت
زمان کویت منطقه زمانی کشور کویت است که هماهنگ با یوتی‌سی ۳:۰۰+ و زمان استاندارد عربستان سعودی (AST) است. کویت در حال حاضر از ساعت تابستانی بهره نمی‌برد.